# Rick Mears

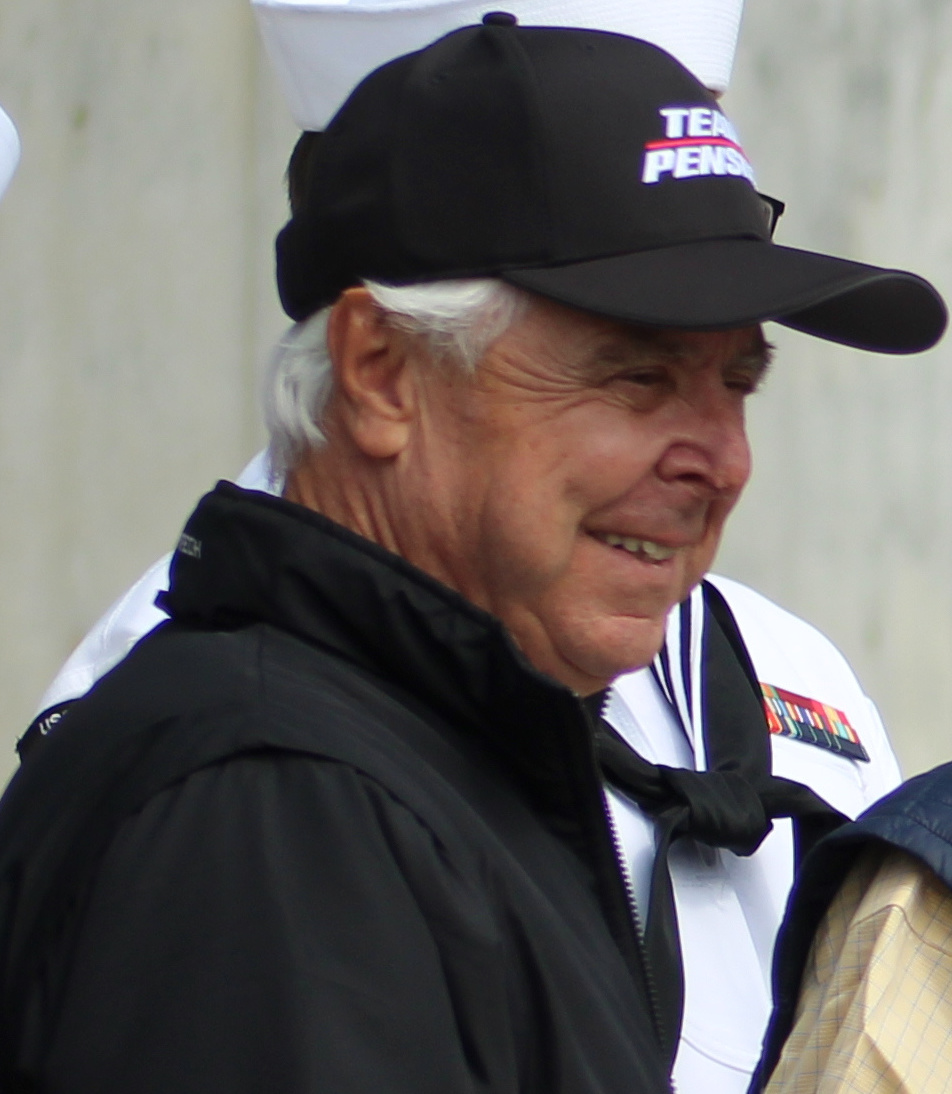
Rick Mears en Indianápolis 2021.

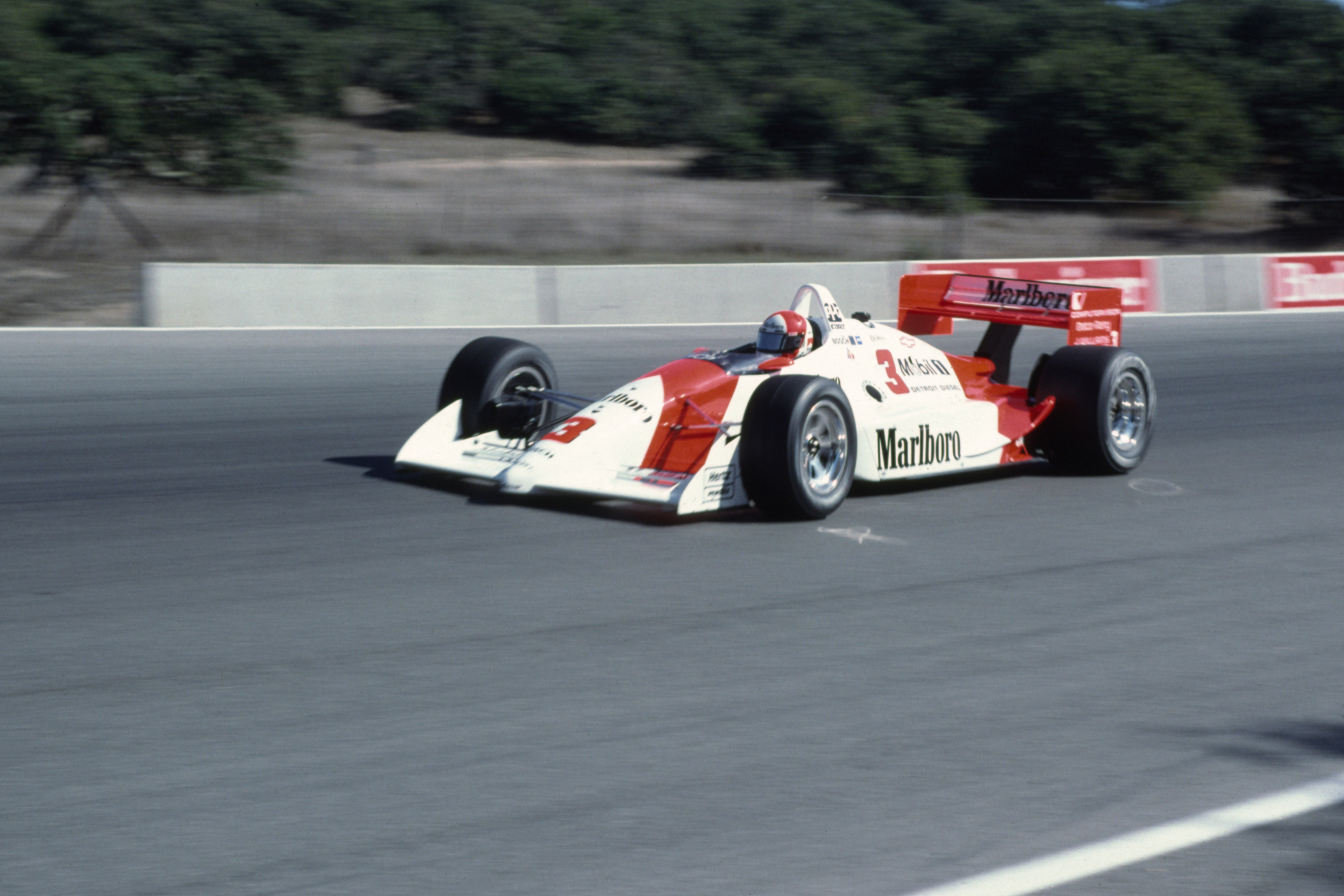
Rick Mears pilotando en Laguna Seca en 1991.

Rick Ravon Mears (nacido el 3 de diciembre de 1951 en Wichita, Kansas, Estados Unidos) es un piloto de automovilismo especializado en monoplazas. Fue campeón de la serie CART en 1979, 1981 y 1982, segundo en 1989, tercero en 1990 y cuarto en 1980, 1988 y 1991, habiendo cosechad un total de 29 victorias, 75 podios y 40 pole positions entre la CART y el Campeonato Nacional del USAC. Mears ganó las 500 Millas de Indianápolis de 1979, 1984, 1988 y 1991, empatando el récord de victorias con A. J. Foyt, Al Unser y Hélio Castroneves, y ostenta el récord absoluto de seis pole positions en esa competición.
Mears tuvo como patrocinador principal desde 1983 hasta 1990 a los lubricantes Pennzoil; su automóvil era apodado el "Submarino Amarillo" en referencia a su decoración. Desde su retiro como piloto, se ha desempeñado como asesor del equipo Penske, entre otras actividades relacionadas con el automovilismo. Es hermano de Roger Mears, padre de Clint Mears y tío de Casey Mears, los tres pilotos de automovilismo.

## Primeros años en automovilismo hasta 1980
Mears se crio en Bakersfield, California y dio sus primeros pasos en el automovilismo en carreras del desierto. Su debut en el Campeonato Nacional del USAC fue en el año 1976. En 1977 arribó una carrera en quinta posición, otra en sexta, otra en séptima y otra en octava. El equipo Penske lo contrató para nueve fechas de la temporada 1978. Clasificó séptimo o mejor en cada fecha, ganó en Milwaukee y en Atlanta, fue segundo dos veces, y en las dos carreras británicas del certamen finalizó primero y segundo. Así, concluyó noveno en el campeonato y fue nombrado Novato del Año en las 500 Millas de Indianápolis junto con Larry Rice.
Con Penske abandonando el Campeonato Nacional del USAC en favor de la serie CART en 1979, Mears ganó las 500 Millas de Indianápolis por primera vez por el equipo Penske, venció en Trenton y Atlanta, arribó segundo en cuatro carreras, tercero en otras dos y séptimo o mejor en las restantes. De esta manera, obtuvo su primer campeonato por delante de Bobby Unser. En 1980, ganó por única vez en México, fue segundo en dos carreras y tercero en otras dos, finalizando la temporada en cuarta colocación.

## Títulos y choque en Sanair (1981-1984)
En 1981, Mears conquistó el campeonato con comodidad al obtener seis triunfos (ambas carreras en Atlanta y las de Riverside, Michigan, Watkins Glen y México), un segundo lugar, un tercero y un cuarto en 11 carreras. Su tercer y último título lo obtuvo en 1982, mediante triunfos en Phoenix, Atlanta, Pocono y Riverside, un segundo puesto en las 500 Millas de Indianápolis (a 160 milésimas de segundo del ganador), un tercero, un cuarto y un quinto.
Con una única victoria en Michigan y tres arribos en tercera colocación, Mears quedó sexto en el campeonato 1983. Volvió a ganar las 500 Millas de Indianápolis en 1984 y consiguió dos segundos puestos, un tercero, dos cuarto y un quinto. En una tanda de entrenamientos en Sanair, Mears chocó y sufrió fracturas en las piernas que le impidieron largar en las cinco carreras finales, pese a lo cual concluyó esa temporada en quinta posición.

## Recuperación y años finales (1985-1992)
En 1985, participó esporádicamente en cinco fechas, venciendo en Pocono y llegando segundo en Michigan 2 y tercero en Milwaukee. Mears compitió en todas las fechas de la temporada 1986, cosechando cuatro arribos en tercera posición como mejores resultados, quedando octavo en el clasificador final. Con una victoria en Pocono y tres terceras colocaciones en 1987, Mears fue quinto en el campeonato. En 1988 fue cuarto con dos victorias en Indianápolis y Milwaukee, un segundo lugar y dos terceros.
Mears disputó el título 1989 contra su compañero de equipo Emerson Fittipaldi, quien finalmente se coronó campeón en la última fecha pese a que le primero ganó esa carrera; el estadounidense consiguió tres victorias en Phoenix, Milwaukee y Laguna Seca, dos segundos lugares, un tercero, un cuarto y cuatro quintos. En 1990 venció en Phoenix, tres segunda colocaciones, una tercera, tres cuartas y dos quintas que le significaron concluir la temporada en tercera posición; además ganó en Nazareth el Desafío Marlboro, una carrera de estrellas de la CART.
1991 fue la última temporada completa de Mears en la CART, la cual finalizó en cuarto lugar. Obtuvo la pole position y la victoria en las 500 Millas de Indianápolis por última vez, empatando en récord en el segundo caso con A.J. Foyt y Al Unser, y consiguió en Michigan la última de sus 29 victorias en las máximas categorías estadounidenses de monoplazas.